# Antonio Jara Andreu
Antonio Jara Andreu (Alquerías, Múrcia, 12 d'abril de 1946) és un polític espanyol, alcalde de la ciutat de Granada entre el 15 de novembre de 1979 i 1991 pel PSOE, diputat al Congrés dels Diputats i president de Caja Granada.

## Biografia
Va fer estudis eclesiàstics en el Seminari dels Pares Franciscans de Cehegín, fins que va decidir traslladar-se a Granada, on es va matricular en Dret en la Universitat de Granada. Va ser premi extraordinari tant en la llicenciatura com en el doctorat. En 1976 va aconseguir la plaça de professor adjunt de la Universitat de Granada, i dos anys més tard es va afiliar al PSOE.
Amb tan sol trenta-tres anys va substituir Juan Tapia Sánchez com a alcalde de la ciutat de Granada, després de la seva dimissió per motius personals, després del breu mandat d'Antonio Camacho. El professor universitari va exercir un important paper en la modernització de la ciutat del Genil; sota el seu mandat va ser construït el Palau d'Exposicions i Congressos, i la ciutat va créixer considerablement cap a la zona sud, pel barri del Zaidín-Vergeles. L'actual circumval·lació de Granada, el Palau d'Esports i nombroses places, zones verdes i equipaments esportius van ser construïts a la ciutat en la seva etapa com a alcalde.
Jara era alcalde de Granada durant el cop d'estat del 23-F, i també es van produir els incendis del Auditori Manuel de Falla i de la Curia en el transcurs del seu mandat. Va ser diputat socialista en el Congrés durant la IV Legislatura (1989-1992) per la circumscripció de Granada. Fou vocal de la Comissió de Règim de les Administracions Públiques.
En setembre de 2008 va ser nomenat fill adoptiu de la província de Granada, a proposició de la seva Diputació provincial.
Jara es va convertir en president de Caja Granada en febrer de 2010, en substitució de Antonio Claret. La decisió de portar al polític i professor universitari a l'adreça de l'entitat granadina va ser fruit del consens entre el Partit Popular i el PSOE.

## Obres
- Derecho Natural y conflictos ideológicos en la universidad española: (1750-1850) Madrid : Instituto de Estudios Administrativos, 1977. ISBN 84-7351-131-X